# Veliki potkovnjak
Veliki potkovnjak (Rhinolophus ferrumequinum) je europski šišmiš iz porodice potkovnjaka. Dužina od najviše 7 cm bez repa i raspon krila do 40 cm čini ga najvećom vrstom te porodice u Europi. Težina mu je između 17 i 30 grama. Krzno na gornjem dijelu tijela je sivosmeđe boje s lagano srvenkastim tonom, dok na donjoj strani prelazi u sivobijelo. Lako ga je prepoznati po veličini i izraženom "sedlu" na nosu koje ima oblik potkove, što je porodici dalo ime potkovnjaka.

## Rasprostranjenost
Staništa su im prije svega u južnoj Europi, Francuskoj i južnoj Engleskoj. U srednjoj Europi najveća još postojeća kolonija je uz gornju Rajnu gdje se ljeti okupi oko 150 životinja radi parenja.
Potrebna su im toplija područja s rijetkim raslinjem i tekućom ili stajaćom vodom. Najviše poznato odmorište im je u Austriji na oko 968 metara n/m.

## Životni okoliš
Ljeti obitavaju na toplim tavanima bez propuha, crkvenim tornjevima ruševinama i spiljama. Otvori za ulazak i izlazak moraju biti dovoljno veliki, da mogu slobodno proletiti kroz njih. Od početka listopada pa do kraja travnja povlače se u napuštene rudnike, spilje ili druge podzemne prostore s visokom vlagom (najmanje 95% relativne vlage) na zimovanje. Prednost daju prostorima s temperaturom između 7 i 10°C, no ne smije biti hladnije od 4 stupnja, niti toplije od 12 stupnjeva. Životinje su jako vjerne prostoru. Zimska i ljetna obitavališta nisu nikada udaljena više od 50 km.

## Izbor partnera i razmnožavanje
Parenje velikih potkovnjaka odvija se u proljeće i u jesen. Ženke dolijeću u špilje u kojima su kolonije mužjaka, odabiru mužjaka i pare se s njim. Nakon toga napuštaju mužjake i formiraju vlastite kolonije samo od ženki za koćenje i podizanje mladih. Razdoblje parenja počinje u kasno ljeto. Skotnost traje 75 dana. Ženka koti u srpnju samo jednog mladunca koji može letjeti nakon 3-4 tjedna, sa 7-8 tjedana je samostalan a nakon 2-3 godine je spolno zreo.
Posebnost velikih potkovnjaka je odabir partnera. Kod njih je dokazan poseban oblik poliginije, dakle društveni oblik kod kojeg se jedan mužjak pari s više ženki. no kod ovog posebnog oblika, mužjak se pari sa svim ženkama jedne porodice. Ovo ponašanje je utvrđeno 2005. u jednom istraživanju Londonskog univerziteta kad su istraživali srodničke odnose u jednoj koloniji. Uzeli su DNK uzorke majki i njihovih mladunaca i proveli test očinstva u svim muškim kolonijama u krugu od oko 30 km.
Analiza je pokazala, da ne samo da se ženke uvijek pare s istim partnerom, da su dakle izuzetno vjerne, nego i da se isti mužjak pari i sa ženskim potomcima prvobitne ženke, što podiže razinu srodnosti u koloniji. To povećava međusobnu spremnost na pomoć i ima određenu evolucijsku prednost. No još nije jasno kako ženkama i njihovim kćerima uspijeva identificirati uvijek istog mužjaka.

## Lov i prehrana
Lete relativno sporo i nisko, s mnogim mijenjanjem smjera i razdobljima jedrenja. Polaze tek u potpunom mraku. Ova vrsta, kao i svi potkovnjaci, može lebdjeti. Tijekom noći, lovi oko 3 sata, podijeljeno u dva leta. Lovina su prije svega kukci koje ne samo da lovi u letu, nego ih hvata i na bilju i s tla. Jede ih na određenom, istom mjestu.

## Stanje
Brojno stanje ove vrste je drastično opalo u srednjoj Europi. Vrstu se smatra vrlo ugroženom.